# Perlite (roche)
Pour les articles homonymes, voir Perlite.

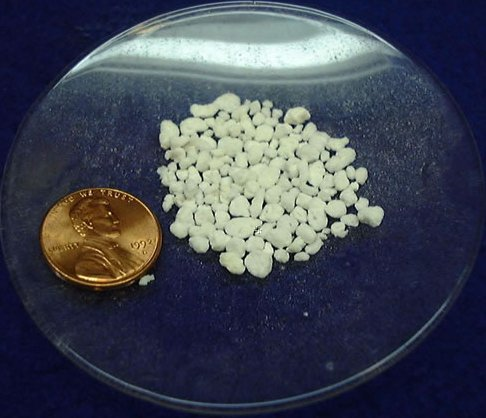
Perlite expansée.

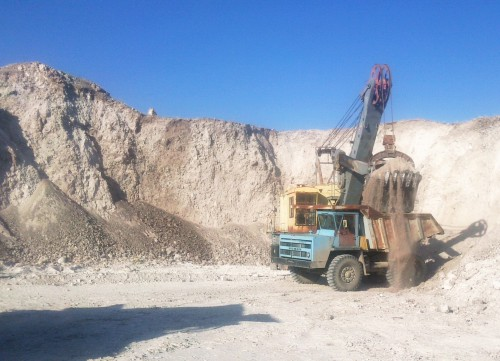
Mine de perlite d'Aragatsavan (Ouest de l'Arménie).

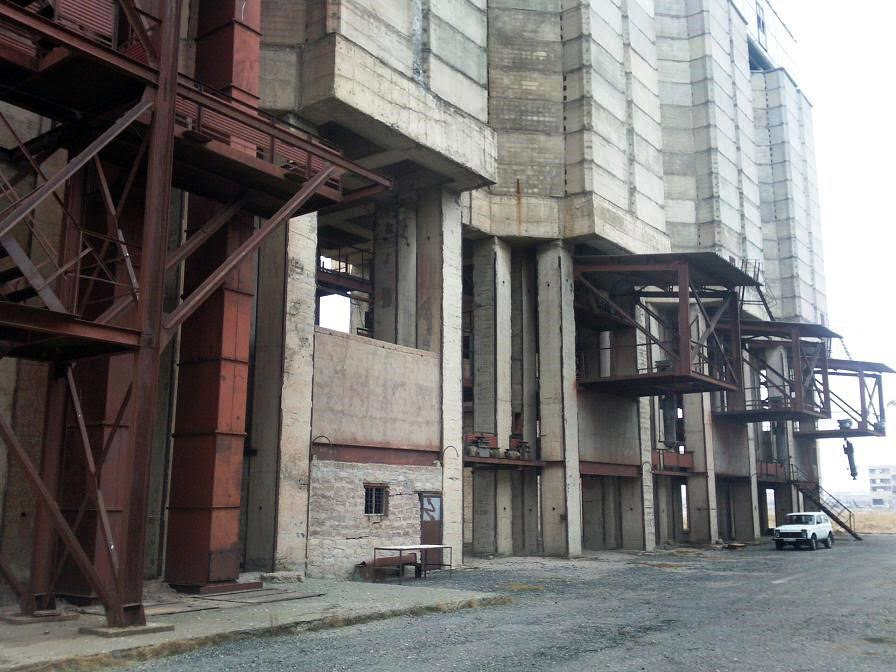
Silos de l'usine de Perlite d'Aragatsavan.

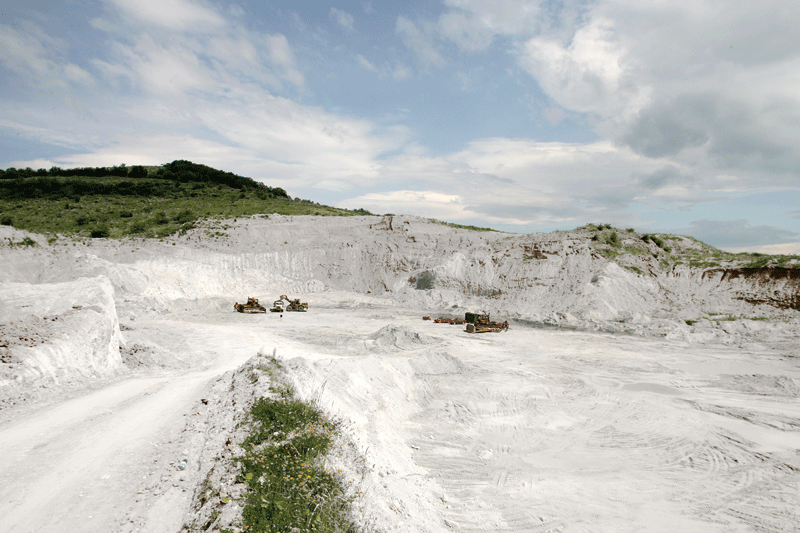
Carrière de Berehivsky en Ukraine.

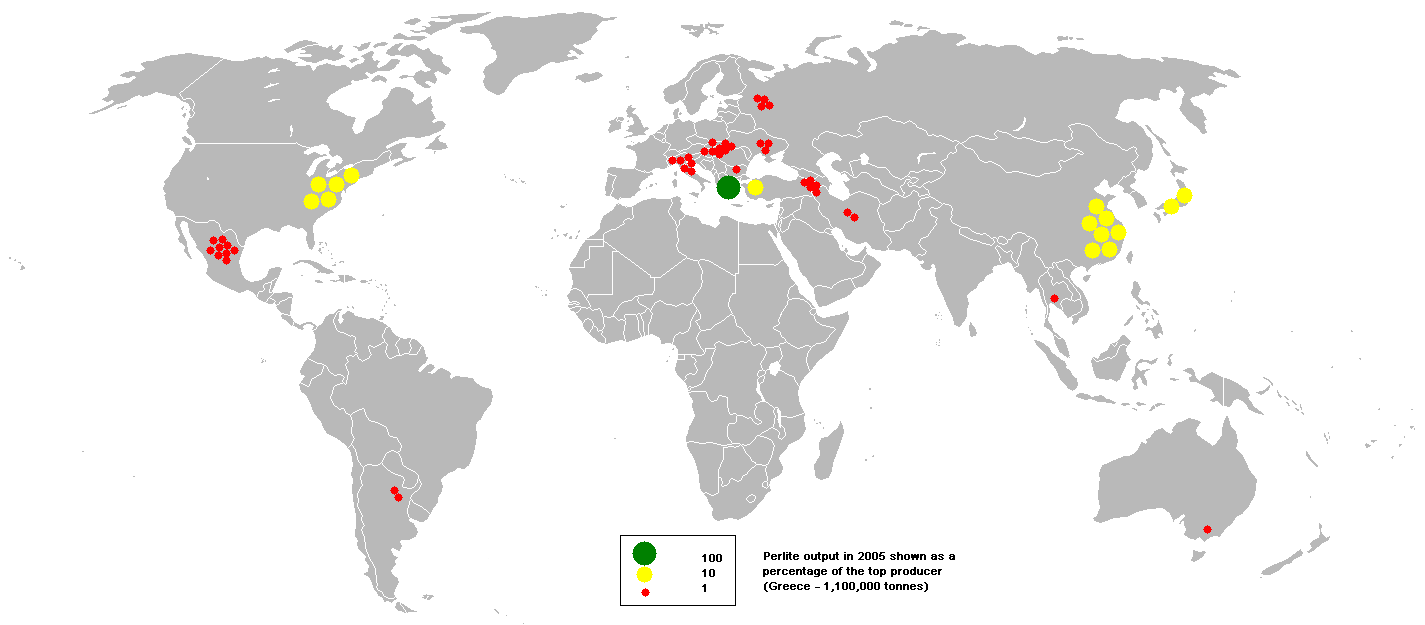
Carte à bulles : production de perlite en 2005, en pourcentage du principal producteur (Grèce - 1100000 t/an).

La perlite  (n° CAS# 130885-09-5) est le nom générique donné à une roche volcanique amorphe généralement formée par hydratation naturelle de l’obsidienne ; ce n'est pas une ressource rare. Le minerai est d'une couleur allant du gris clair plus ou moins translucide, à un noir brillant. Il est principalement composé d’un complexe alumine-silicate contenant 2 à 5 % d'eau, qui s'expanse d'un facteur 4 à 20 quand sa température est rapidement portée à 760-980 °C (soit 1 400-1 800 °F).
La perlite, principalement composée de SiO2Al2O3 a un aspect granuleux ou poudreux, de couleur blanche. Elle est expansée industriellement par un traitement à la chaleur (> 1 200 °C). Elle acquiert alors une très grande capacité de rétention d’eau une fois expansée (4 à 5 fois son poids)(source?), et son pH est neutre (de 7 à 7,2).
Sous forme de minerai comme de granulés expansés, elle a des applications commerciales étendues et répandues.

## Composition
Plus précisément, elle est composée, à des taux variés selon la provenance du minerai, de silice, d’alumine, d’oxyde de fer, d’oxyde de titane, de chaux, de magnésie, d’oxyde de sodium et de potassium.

## Histoire
Son usage remonte probablement à 2300 avant nos jours, et ses utilisations modernes remontent au moins aux années 1800, mais l'industrialisation de sa production ne remonte qu'aux années 1940 avec l'ouverture de mines de perlite dans divers pays.
10 pays (dont les principaux sont la Grèce, la Chine, l’Iran, la Turquie, les États-Unis et le Japon), produisent environ 95 % de la perlite consommée dans le monde (3 470 000 t/an en 2011 selon le British Geological Survey).
Les concassage, séchage, criblage, calibrage et éventuellement broyage ou au mélange, sources de poussière riche en silice, sont généralement effectués sur les sites miniers avant que le matériau soit expédié vers les usines pour être expansé. La faible densité de la perlite expansée encourage les usines d'expansion à s'installer près des zones de marché pour minimiser les coûts de transport du matériau.

## Propriétés
Une fois expansée en granules, potentiellement de taille et densité diverses, la perlite a des propriétés physiques intéressantes pour plusieurs usages : faible densité, faible conductivité thermique, résistance élevée à la chaleur, faible transmission du son, surface élevée et inertie chimique.

## Utilisations
Le minerai brut sert notamment au traitement de surface des métaux sablage, polissage ; de coagulant pour scories, de sable spécial pour des coulées de métal en fusion.
La perlite expansée est vendue en grains (de ∼20 μm à 10 mm3), et sous diverses appellations et nomenclatures (grains fin, moyen, grossier ; ou qualité horticole, cryogénique, industriel ou de construction). Elle est très utilisée pour la culture sur substrat (pure ou mixte, c'est-à-dire en mélange avec un terreau, et/ou avec de la vermiculite, notamment appréciée pour les cultures dites de bouturage). Certains substrats de culture volcanique l'associent avec de la pouzzolane et d'autres matières premières d'origine volcanique, par exemple pour créer des substrats de végétalisations de toit légers et résilients aux périodes sèches.
Elle est également utilisée comme isolant dans la construction (panneaux isolants muraux, carreaux de plafond acoustiques, isolants de tuyauteries, isolant en vrac...), comme charge (pour matériaux de calfeutrage, peintures, plastiques, matériaux d’emballage...) ou encore pour des isolants spéciaux de systèmes cryotechniques, par exemple autour des colonnes de distillation de l'air.
Elle a été testée comme composant de mousse syntactique métallique,, comme matériau filtrant (pour le traitement d'eaux usées, la filtration de liquides alimentaires tels que jus de fruits et légumes, boissons gazeuses, produits pharmaceutiques, etc.).
Elle entre dans la composition de produits du quotidien tels que les dentifrices,. En effet, ce minéral naturel d’origine volcanique est utilisé par les dentistes dans les techniques de blanchiment des dents et également par les fabricants de dentifrice. Réduite en poudre, elle est utilisée pour polir les dents.
Elle est utilisée en alimentation animale par certains éleveurs comme complément alimentaire pour le poulet de chair ou (brevetée en 1982) dans l'alimentation porcine.
La perlite a aussi été utilisée pour absorber ou neutraliser des lixiviats de décharge, ou des contenus de citernes d'hydrocarbures (après évacuation de la perlite et nettoyage, la citerne peut être réutilisée).

## Dangerosité?
Selon Daniel Maxim et al. (2014), « les études sur les animaux sont relativement limitées en termes d’évaluation de la toxicité potentielle de la perlite. La plupart sont à court terme et/ou ne présentent pas de voies d’exposition physiologiquement pertinentes (par exemple, instillation intratrachéale plutôt que par inhalation) ».
Le Perlite Institute (2009) estime que, par rapport à la plupart des autres minerais, l'exploitation de la perlite nécessite peu d'intrants et aucun produit chimique, ayant donc en amont moins d'impacts environnementaux que bien d'autres activités minières. Cependant en termes d'effets indirects, en aval, le matériau expansé étant très léger, il mobilise plus de camions par m3 transportée, camions qui sont sources de pollution et d'émission de gaz à effet de serre.
- Sa DL50 (ingestion orale) a été évaluée à plus de 10 g/kg. Son ingestion n'est pas considérée comme dangereuse (la perlite est inscrite au registre des additifs alimentaires de l’Autorité européenne de sécurité des aliments ou EFSA). Elle est autorisée comme adjuvant filtrant par la Food and Drug Administration (FDA, Citation1979), et généralement reconnue comme sûre (GRAS) par le Comité spécial des substances GRAS (SCOGS, Citation1979) Rapport 61 (1979), qui notait : « Les estimations des quantités maximales de minéraux qui pourraient être extraites de la perlite et de la terre de diatomées utilisées comme agents filtrants dans la transformation des aliments n’indiquent aucun danger pour la santé publique »[1] ;
- les études d'inhalation (chez le cobaye et le rat, avec moins de 2 ans d'exposition, et non publiée dans une revue à comité de lecture) ont conclu à une DSENO (inhalation) de 226 mg/m3[1].

Aux États-Unis, les observations faites sur 20 ans, sur la santé des mineurs de mines de perlite ; et en aval, sur la santé des ouvriers d'usines d’expansion de perlite (y compris sur certains travailleurs exposés à des niveaux supérieurs aux limites d’exposition professionnelle (LEP) en vigueur) n'ont pas mis en évidence de problèmes respiratoires supérieurs à ceux de la population générale.
Dans les mines turques, des résultats proches sont obtenus ou sont expliqués par une prévalence plus importantes du tabagisme chez les mineurs. Dans l’île de Milos (Grèce) l'exposition aux poussières minières (dont de perlite) semble associée à une hausse (non significative) des taux de mortalité standard pour la pneumonie et la bronchopneumopathie chronique obstructive (BPCO), avec des risques de rhinite allergique, de pneumonie et de BPCO plus élevés par rapport à une autre zone industrielle de Grèce. Les résidents de l'île ayant aussi été exposés à d’autres poussières minières et potentiellement, à d’autres causes ou facteurs contributifs, cette population n'a pas été utilisée pour évaluer les risques de la perlite sur la santé.
La perlite ou son minerai ne sont considérés comme dangereux que sous forme de poussière, avec des effets semblables à ceux de la plupart des poussières minérales inertes et insolubles et peut être quelques effets spécifiques en raison de sa teneur en silice cristalline (quartz, cristobalite et tridymite, sources connue de silicose et de cancer. Mais selon Daniel Maxim et al. (2014), elle ne semble pas source de pneumoconiose (à la différence de la terre de diatomée). La prudence et une surveillance médicale sont néanmoins recommandée pour celles des perlites qui contiennent jusqu’à 6 % de silice cristalline.
Daniel Maxim et al. notaient en 2014 que « les fiches de données de sécurité de la perlite commerciale indiquent divers pourcentages de silice cristalline (allant de moins de 0,05 à 5 %) », et rappelle que le CIRC (2012) a conclu que la silice cristalline alvéolaire sous forme de poussière de quartz ou de cristobalite est cancérogène pour l’homme (cancérigène du groupe 1). L’exposition professionnelle à la silice cristalline peut provoquer une silicose et augmenter le risque de tuberculose pulmonaire. 
La plupart des fiches de données de sécurité (FDS) indiquent aussi un risque d'irritation de la peau (aussi observée sur le modèle animal murin) et des yeux, ainsi qu'une irritation des voies respiratoires.
Ces expositions ont également été liées au développement de maladies auto-immunes, d’insuffisance rénale chronique et d’autres effets néfastes sur la santé.